# Seu Jorge
Jorge Mário da Silva, más conocido como Seu Jorge (Belford Roxo, Baixada Fluminense, Brasil, 8 de junio de 1970) es un músico, actor y compositor brasileño de música popular del Brasil, R&B, samba y soul.

## Biografía
Nació en una favela de la ciudad de l Roxo en la región Baixada Fluminense del Estado de Río de Janeiro.
Sus fanes le consideran como un renovador de estilo samba-pop brasileño. Sus trabajos han sido influenciados por las escuelas de samba, los compositores Nelson Cavaquinho y Zeca Pagodinho, entre otros también por el futbolista Romário y el cantante estadounidense Stevie Wonder.
Como cantante, Seu Jorge ("Señor Jorge") ha formado parte de la banda Farofa Carioca, componiendo la mayoría de los temas de su álbum debut Moro no Brasil - 1998. En 2001 fue lanzado Samba Esporte Fino, un álbum pop influenciado por Jorge Ben Jor, Gilberto Gil, y Milton Nascimento. Fue lanzado fuera de Brasil bajo el nombre Carolina in 2003. Su segundo álbum ,Cru ("Crudo"), fue aclamado por la crítica y fue lanzado en 2005.
Seu Jorge ha logrado reconocimiento a través de su trabajo como actor y compositor. Ha aparecido en las películas Casa de Areia y Ciudad de Dios, y también fue el tripulante Pelé Dos Santos en el filme de Wes Anderson The Life Aquatic with Steve Zissou, para el cual hizo la mayoría de los soundtracks en portugués. Participó en la película Tropa de élite 2, en donde hace el papel de un peligroso traficante que lleva a cabo el motín en una cárcel de Río de Janeiro. En la película biográfica de Pelé: Birth of a Legend, Ser Jorge representa el papel de padre del futbolista.
El 13 de abril de 2011 participó en el último show del grupo irlandés U2 en tierras brasileñas, realizado en el Estadio Morumbí de Sao Paulo. Junto a Bono y The Edge acompañando con su guitarra, interpretaron una versión acústica del tema 'Das Model' del grupo tecno alemán Kraftwerk.

## Discografía

### Álbumes
- Samba Esporte Fino (2001) (también lanzado como Carolina por Regata Música, MrBongo y Quantitum Solutions)
- Cru (2004) (lanzado en Brasil, Europa, y Japón)
- The Life Aquatic Studio Sessions (2005)
- Ana & Jorge Ao Vivo (2005) (con Ana Carolina)
- America Brasil O Disco (2008)
- America Brasil O CD Ao Vivo (2009)
- Seu Jorge & Almaz (2010)
- Músicas Para Churrasco vol.1 (2011)
- Músicas Para Churrasco vol.2 (2015)

#### DVD Musicales
- MTV Apresenta Seu Jorge (2004)
- Ana & Jorge: ao Vivo con Ana Carolina (2005)
- Seu Jorge - Live at Montreux 2005 (2006)

## Canciones notables
- "Funk Baby" es una canción de 2002 doblada en el Carolina. Esta canción fue cantada en portugués, mientras el título quedó en inglés.

- "Tive Razao" fue incluida en la banda sonora del videojuego "FIFA 07".

## Colaboraciones
- Macaco "Moving" (El Vecindario) (2010).